# Napierśnica krótkoskrzydła
Napierśnica krótkoskrzydła (Arcyptera microptera) – euroazjatycki gatunek owada prostoskrzydłego z rodziny szarańczowatych (Acrididae) opisany naukowo z Syberii, wykazany z Polski przed rokiem 1920 z okolic Torunia pod wcześniejszą, synonimiczną nazwą Pararcyptera microptera i zaliczony do polskiej ortopterofauny. Prawdopodobnie został do Polski zawleczony. Od tamtej pory nie potwierdzono występowania tego gatunku na terenie kraju.

## Podgatunki
Wyróżnione podgatunki:
- A. m. microptera
- A. m. karadagi
- A. m. transcaucasica
- A. m. turanica
- A. m. altaica
- A. m. crassiuscula
- A. m. elbursiana
- A. m. insularis
- A. m. jailensis
- A. m. carpentieri